# Горній Долаць (Омиш)
Горній Долаць (хорв. Gornji Dolac) — населений пункт у Хорватії, у Сплітсько-Далматинській жупанії у складі міста Омиш.

## Населення
Населення за даними перепису 2011 року становило 119 осіб.
Динаміка чисельності населення поселення:

## Клімат
Середня річна температура становить 12,27 °C, середня максимальна – 24,58 °C, а середня мінімальна – 0,05 °C. Середня річна кількість опадів – 895 мм.
| Клімат поселення                              | Клімат поселення | Клімат поселення | Клімат поселення | Клімат поселення | Клімат поселення | Клімат поселення | Клімат поселення | Клімат поселення | Клімат поселення | Клімат поселення | Клімат поселення | Клімат поселення | Клімат поселення |
| Показник                                      | Січ.             | Лют.             | Бер.             | Квіт.            | Трав.            | Черв.            | Лип.             | Серп.            | Вер.             | Жовт.            | Лист.            | Груд.            |                  |
| Середній максимум, °C                         | 8,40             | 7,97             | 10,73            | 14,16            | 19,13            | 23,06            | 24,58            | 24,57            | 20,11            | 15,84            | 11,04            | 8,82             |                  |
| Середня температура, °C                       | 4,45             | 4,01             | 6,76             | 10,20            | 15,17            | 19,10            | 21,68            | 21,66            | 17,21            | 12,93            | 8,14             | 5,91             |                  |
| Середній мінімум, °C                          | 0,49             | 0,05             | 2,80             | 6,23             | 11,21            | 15,13            | 18,77            | 18,74            | 14,30            | 10,01            | 5,22             | 3,00             |                  |
| Норма опадів, мм                              | 76               | 67               | 72               | 76               | 60               | 59               | 39               | 53               | 77               | 101              | 117              | 98               |                  |
| Середньомісячна швидкість вітру, м/с          | 3.61             | 3.90             | 3.82             | 3.54             | 3.11             | 2.80             | 2.78             | 2.70             | 3.12             | 3.35             | 4.02             | 4.12             |                  |
| Середньомісячна сонячна радіація, кДж/м²·день | 5567             | 8199             | 11901            | 16182            | 19984            | 22606            | 24265            | 21371            | 16003            | 10419            | 5995             | 4708             |                  |
| --------------------------------------------- | ---------------- | ---------------- | ---------------- | ---------------- | ---------------- | ---------------- | ---------------- | ---------------- | ---------------- | ---------------- | ---------------- | ---------------- | ---------------- |
| Джерело:                                      |                  |                  |                  |                  |                  |                  |                  |                  |                  |                  |                  |                  |                  |